# Swift (язык программирования)
Swift — открытый мультипарадигмальный компилируемый язык программирования общего назначения, разработанный и поддерживаемый компанией Apple. Первая версия была представлена в 2014 году.
Чаще всего Swift используется в разработке приложений для macOS, iOS, iPadOS, watchOS, tvOS и VisionOS, однако язык также доступен для Windows и Linux. На платформах Apple язык работает с фреймворками Cocoa и Cocoa Touch и совместим с основной кодовой базой Apple, написанной на более раннем языке Objective-C. Swift задумывался как более лёгкий для чтения и устойчивый к ошибкам программиста язык: существенная часть проблем, которые в случае с Objective-C обнаруживаются только при исполнении программ и приводят к крашам, в Swift в принципе не позволят скомпилировать код.
Компилятор Swift работает на базе LLVM, в результате чего один и тот же код может быть скомпилирован для различных платформ: x86, ARM, WASM и других. Набор инструментов (toolchain) для работы с языком встроен в интегрированную среду разработки Xcode 6 и выше. Swift может использовать рантайм Objective-C, что делает возможным использование обоих языков (а также языка Си) в рамках одной программы.

## История
Старший вице-президент по разработке программного обеспечения Apple Крейг Федериги во время анонса этого продукта заявил, что язык программирования Swift был заложен ещё в платформе NeXT (ОС NeXTSTEP выпускалась в 1989—1995 годах), которая стала основой для современной macOS, а затем и iOS.
Разработка текущего варианта языка Swift была начата в 2010 году Крисом Латтнером, руководителем отдела разработки инструментов для создания программного обеспечения Apple и одним из основных разработчиков LLVM. Swift заимствовал идеи из «Objective-C, Rust, Haskell, Ruby, Python, C#, CLU, и ещё из стольких многих языков, что сложно перечислить». Первоначально для нового языка использовали название Shiny.
2 июня 2014 года на конференции WWDC Swift был официально представлен вместе с бесплатным руководством по использованию языка объёмом в 500 страниц, доступным на сервисе «iBook Store».
8 июня 2015 года компания Apple объявила о выпуске новой версии Swift 2.0, которая получила более высокую производительность, новое API обработки ошибок, улучшения синтаксиса языка, а также функцию проверки доступности функций Swift для целевых ОС.
3 декабря 2015 года была выпущена бета версия Swift 3.0 с поддержкой операционных систем OS X, iOS и Linux и лицензированная под открытой лицензией Apache 2.0 license with a Runtime Library Exception. Версия 3.0 обратно не совместима с более ранними версиями языка; начиная с нативной среды разработки XCode версии 9 более версии языка Swift-2 и ранее не поддерживаются.
В начале апреля 2016 неназванный источник СМИ в корпорации Google сообщил, что компания рассматривает возможность перевода языка Swift в язык «первого класса» для платформы Android. Ранее уже предъявлялись прототипы Swift компилятора для Android.
19 сентября 2017 года была выпущена версия Swift 4.0.
В сентябре 2018 года, вместе с новой версией iOS 12, была выпущена новая стабильная версия языка Swift 4.2, и появилась бета-версия Swift 5.0. В версии 5.0 заявлена, наконец, стабильная работа ABI со стандартными библиотеками (Swift Dynamic Library), Начиная с версии 5.5 представлено первоклассное решение для параллельной обработки данных с асинхронным режимом обработки async/await, а с версии 5.7 и поддержка регулярных выражений на уровне языка.
20 сентября 2019 Swift 5.1 — это следующий крупный релиз Swift, и его задача наконец обеспечить стабильность ABI.
17 сентября 2024 Swift 6.0 — крупный релиз Swift, расширяющий низкоуровневые возможности подкласса для встроенных систем, улучшенную поддержку Linux и Windows, новые кросс платформенные API включающие новую Swift Testing library.
Существенные обновления языка, добавляющие новые возможности или изменяющие прежние условия работы, выпускаются каждые полгода: как правило, в марте и сентябре.
Актуальная версия языка на июнь 2025 года — Swift 6.1.2

## Описание
Swift заимствовал довольно многое из Objective-C, однако он определяется не указателями, а типами переменных, которые обрабатывает компилятор. По аналогичному принципу работают многие скриптовые языки. В то же время, он предоставляет разработчикам многие функции, которые прежде были доступны в C++ и Java, такие как определяемые наименования, обобщения и перегрузка операторов.
Код, написанный на Swift, может работать вместе с кодом, написанным на языках программирования C и Objective-C в рамках одного и того же проекта.

### РепозиторииSwift
Apple разделила код Swift на несколько открытых репозиториев.
- Компилятор и стандартная библиотека:
  - Swift: основной Swift репозиторий, который содержит исходный код для компилятора Swift, стандартная библиотека и SourceKit;
  - Swift-Evolution: документы, относящиеся к продолжающемуся развитию Swift, включая цели для предстоящих выпусков, предложения для изменений и расширений Swift;
- Библиотеки ядра:
  - Swift corelibs-foundation: исходный код для Foundation, который предоставляет общую функциональность для всех приложений;
  - Swift corelibs-libdispatch: исходный код для libdispatch, который предоставляет примитивы параллелизма для работы на многоядерном аппаратном обеспечении;
  - Swift corelibs-xctest: исходный код для XCTest, который обеспечивает фундаментальную инфраструктуру тестирования для Swift-приложений и библиотек;
- Менеджер пакетов:
  - Swift package-manager: исходный код для менеджера пакетов Swift;
  - Swift llbuild: исходный код для llbuild, системы низкого уровня, которую использует Swift package-manager;
- Клонированные репозитории:
  - Swift опирается на несколько других проектов с открытым кодом, особенно на компилятор LLVM.
  - Swift llvm: исходный код LLVM, с кусочками Swift-дополнений;
  - Swift clang: исходный код для Clang, с кусочками Swift дополнений;
  - Swift lldb: исходный код Swift-версии LLDB, для отладки Swift программ;

## Пример кода
```
// Переменные

var
 
implicitInteger
 
=
 
70

var
 
implicitDouble
 
=
 
70.0

var
 
explicitDouble
:
 
Double
 
=
 
70

```

```
// Константы

let
 
speedOfLight
 
=
 
299
_792_458

let
 
numberOfApples
 
=
 
345

let
 
numberOfOranges
 
=
 
5

let
 
appleSummary
 
=
 
"I have \(numberOfApples) apples."

let
 
fruitSummary
 
=
 
"I have \(numberOfApples + numberOfOranges) pieces of fruit."

```

```
print
(
"Hello, world"
)

let
 
people
 
=
 
[
"Anna"
:
 
67
,
 
"Beto"
:
 
8
,
 
"Jack"
:
 
33
,
 
"Sam"
:
 
25
]

for
 
(
name
,
 
age
)
 
in
 
people
 
{

    
print
(
"\(name) is \(age) years old."
)

}

```